# Katarzyna Dembicz
Katarzyna Halina Dembicz (ur. 19 marca 1967) – polska geografka i latynoamerykanistka, wykładowczyni Uniwersytetu Warszawskiego. 

## Życiorys
Specjalizuje się w kwestiach integracji i rozwoju regionalnego, transformacji demograficznej i procesach społecznych w Ameryce Łacińskiej i Karaibach, ze szczególnym uwzględnieniem Kuby. 
W 1992 ukończyła studia na Wydziale Geografii i Studiów Regionalnych UW. W latach 1992–2017 zatrudniona w CESLA UW, od 2017 w Ośrodku Studiów Amerykańskich. Od 2006 na stanowisku adiunkta.
Córka Andrzeja Dembicza, założyciela i wieloletniego dyrektora CESLA. Pracę doktorską w zakresie nauk o Ziemi pt. Region i rozwój regionalny w koncepcjach społeczno-gospodarczych CEPAL (Komisji Gospodarczej ds. Ameryki Łacińskiej i Karaibów ONZ), napisaną pod kierunkiem prof. Mirosławy Czerny, obroniła na UW w 2005. W 2018 habilitowała się w dziedzinie nauk społecznych na Uniwersytecie Jagiellońskim na podstawie pracy Imponderabilia kubańskiej transformacji.
Redaktorka naczelna czasopisma Ameryka Łacińska. Kwartalnik analityczno-informacyjny.
Wchodzi w skład Rady Fundacji im. Profesora Andrzeja Dembicza.

## Wybrane publikacje
- Relaciones entre Polonia y Chile: pasado y presente (Redakcja)
- Relacje Polska-Chile: historia i współczesność (Redakcja)
- La economia y la empresa en el dialogo entre Polonia y America Latina (Redakcja)
- 10 lat CESLA 1988–1998 (wspólnie z G. Sygowską)
- 10 lat CESLA: publikacja z okazji X-lecia działalności Centrum Studiów Latynoamerykańskich UW (wspólnie z G. Sygowską)
- 20 lat CESLA 1988–2008 (redakcja)
- CEPAL i latynoamerykańska myśl regionalna